# Acronicta
Az Acronicta a rovarok (Insecta) osztályának a lepkék (Lepidoptera) rendjébe, ezen belül a bagolylepkefélék (Noctuidae) családjába tartozó nem.

## Rendszerezés
A nembe az alábbi fajok tartoznak:
- vadgesztenye-szigonyosbagoly (Acronicta aceris)
- Acronicta adaucta
- Acronicta afflicta
- Acronicta albarufa
- Acronicta albistigma
- Acronicta alni
- Acronicta americana
- Acronicta atristrigatus
- Acronicta auricoma
- Acronicta australis
- Acronicta barnesii
- Acronicta beameri
- Acronicta bellula
- Acronicta betulae
- ?Acronicta bicolor
- Acronicta browni
- Acronicta brumosa
- Acronicta carbonaria
- Acronicta catocaloida
- Acronicta centralis
- Acronicta cinerea
- Acronicta clarescens
- Acronicta concrepta
- Acronicta connecta
- sötétszürke szigonyosbagoly (Acronicta cuspis)
- Acronicta cyanescens
- Acronicta dahurica
- Acronicta dactylina
- Acronicta denticulata
- Acronicta digna
- Acronicta dinawa
- Acronicta dolli
- Acronicta edolata
- Acronicta euphorbiae
- Acronicta exempta
- Acronicta exilis
- Acronicta extricata
- Acronicta falcula
- Acronicta fragilis
- Acronicta funeralis
- Acronicta gastridia
- Acronicta grisea
- Acronicta haesitata
- Acronicta hamamelis
- Acronicta hasta
- Acronicta hastulifera
- Acronicta heitzmani
- Acronicta hercules
- Acronicta impleta
- Acronicta impressa
- Acronicta inclara
- Acronicta increta
- Acronicta innotata
- Acronicta insita
- Acronicta intermedia
- Acronicta interrupta
- Acronicta iria
- Acronicta jozana
- Acronicta laetifica
- Acronicta lanceolaria
- Acronicta lepetita
- Acronicta leporina
- Acronicta lepusculina
- Acronicta leucocuspis
- Acronicta lithospila
- Acronicta lobeliae
- Acronicta longa
- Acronicta lupini
- Acronicta lutea
- Acronicta major
- Acronicta marmorata
- nagyfejű bagoly (Acronicta megacephala)
- Acronicta menyanthidis
- Acronicta metaxantha
- Acronicta modica
- Acronicta morula
- Acronicta nigricans
- Acronicta noctivaga
- Acronicta oblinita
- Acronicta omorii
- Acronicta orientalis
- Acronicta othello
- Acronicta ovata
- Acronicta pasiphae
- Acronicta paupercula
- Acronicta perblanda
- Acronicta perdita
- Acronicta pruinosa
- szürkés szigonyosbagoly (Acronicta psi vagy Apatele psi)
- Acronicta psichinesis
- Acronicta psorallina
- Acronicta pulverosa
- Acronicta quadrata
- Acronicta radcliffei
- Acronicta raphael
- Acronicta rapidan
- Acronicta retardata
- Acronicta rubiginosa
- Acronicta rubricoma
- sóska-szigonyosbagoly (Acronicta rumicis)
- Acronicta sagittata
- Acronicta sinescripta
- Acronicta sperata
- Acronicta spinea
- Acronicta spinigera
- Acronicta strigosa
- Acronicta strigulata
- Acronicta subornata
- Acronicta sugii
- Acronicta superans
- Acronicta theodora
- Acronicta thoracica
- Acronicta tiena
- Acronicta tota
- Acronicta tridens
- Acronicta tristis
- Acronicta tritona
- Acronicta valliscola
- Acronicta vinnula
- Acronicta vulpina